# Peter Van Vlodrop
Peter Van Vlodrop (* 9. Juli 1928 in Süchteln; † 8. März 2023 ebendort) war ein deutscher Kommunalpolitiker und ehrenamtlicher Landrat (CDU).

## Leben und Beruf
Nach dem Schulbesuch absolvierte er von 1943 bis 1946 eine Ausbildung zum Großhandelskaufmann. Bei verschiedenen Arbeitgebern war er als kaufmännischer Angestellter tätig. Von 1962 bis 1963 schloss sich eine weitere Ausbildung (Bankkaufmann) an. Danach war er in verschiedenen Funktionen bei Sparkassen (zuletzt als Vorstandsvorsitzender) beschäftigt. Van Vlodrop war verheiratet und hatte sechs Kinder.
Mitglied des Kreistages des damaligen Kreises Kempen-Krefeld war er vom 23. März 1970 bis zur Gebietsreform am 31. Dezember 1974. Anschließend war er noch bis zum 17. Oktober 1979 Mitglied des Kreistages des Kreises Viersen. Vom 22. März 1970 bis zum 22. Mai 1975 war Van Vlodrop Landrat des Kreises Kempen-Krefeld.
Von 1956 bis 1969 war er Mitglied des Gemeinderates der Gemeinde Süchteln und von 1961 bis 1969 ihr Bürgermeister. Dem Stadtrat der Stadt Viersen gehörte er von 1975 bis 1989 an. Er war in vielen Parteigremien der CDU tätig und arbeitete in verschiedenen Gremien des Landkreistages NRW mit. Außerdem war Van Vlodrop seit 1986 Vorsitzender des Caritasverbandes des Kreises und beim Malteser Hilfsdienst im Beirat.
Am 3. Mai 1978 wurde Van Vlodrop das Bundesverdienstkreuz am Bande und am 11. Mai 1982 das Bundesverdienstkreuz I. Klasse verliehen. Regierungsvizepräsident Dieter Krell überreichte Van Vlodrop das Große Verdienstkreuz des Verdienstordens der Bundesrepublik Deutschland im Wege der Höherstufung am 4. März 1998.